# Differenza finita
In matematica, una differenza finita è un'espressione nella forma di una differenza tra i valori assunti da una funzione in due specifici punti:
{\displaystyle f(x+b)-f(x+a)}
Se la differenza finita è divisa per {\displaystyle b-a} si ottiene un rapporto incrementale. Viene in genere indicata con la lettera greca {\displaystyle \Delta } seguita dalla quantità che subisce tale variazione (ad esempio {\displaystyle \Delta x}).

## Definizione
Una differenza con centro {\displaystyle c} e passo {\displaystyle h} è definita come:
{\displaystyle \Delta _{c,h}f(x)=f\left(x+c+{\frac {h}{2}}\right)-f\left(x+c-{\frac {h}{2}}\right)\qquad \forall c,h\in \mathbb {R} }
Si studiano principalmente quattro tipi di differenze finite:
- La differenza finita in avanti (forward difference):

{\displaystyle \Delta _{{\frac {h}{2}},h}f(x)=\Delta _{h}f(x)=\Delta f(x)=f(x+h)-f(x)}
- La differenza finita all'indietro (backward difference):

{\displaystyle \Delta _{-{\frac {h}{2}},h}f(x)=\Delta _{-h}f(x)=\nabla f(x)=f(x)-f(x-h)}
- La differenza finita centrata (central difference):

{\displaystyle \Delta _{0,h}f(x)=\Delta _{0}f(x)=\delta f(x)=f\left(x+{\frac {h}{2}}\right)-f\left(x-{\frac {h}{2}}\right)}
- La differenza finita media (medium difference):

{\displaystyle \Delta _{(0,h)/2}f(x)=\Delta _{1/2}f(x)=\mu \,f(x)={\frac {1}{2}}\left[f\left(x+{\frac {h}{2}}\right)-f\left(x-{\frac {h}{2}}\right)\right]}
Le differenze finite sono centrali nell'analisi numerica per l'approssimazione delle derivate e quindi nella risoluzione numerica delle equazioni differenziali.

## Relazione con le derivate
La derivata di una funzione {\displaystyle f} in {\displaystyle x} è definita come il limite del rapporto incrementale:
{\displaystyle f'(x)=\lim _{h\to 0}{\frac {f(x+h)-f(x)}{h}}}
Se {\displaystyle h}, invece che annullarsi, assume un valore fissato, allora il termine a destra si può scrivere:
{\displaystyle {\frac {f(x+h)-f(x)}{h}}={\frac {\Delta _{h}[f](x)}{h}}}
in modo che la differenza finita in avanti divisa per {\displaystyle h} approssima il valore della derivata per {\displaystyle h} piccolo. 
L'errore relativo a tale approssimazione può essere derivato tramite il teorema di Taylor. Assumendo {\displaystyle f} una funzione differenziabile con continuità l'errore è:
{\displaystyle {\frac {\Delta _{h}[f](x)}{h}}-f'(x)=O(h)\quad (h\to 0)}
e la stessa formula vale per la differenza finita all'indietro:
{\displaystyle {\frac {\Delta _{-h}[f](x)}{h}}-f'(x)=O(h)}
La differenza finita centrata, tuttavia, fornisce un'approssimazione più accurata. In tal caso l'errore è proporzionale al quadrato del passo {\displaystyle h}, se la funzione è differenziabile con continuità due volte, ovvero la derivata seconda {\displaystyle f^{''}} è continua per ogni {\displaystyle x}:
{\displaystyle {\frac {\Delta _{0}[f](x)}{h}}-f'(x)=O(h^{2})}

### Metodo alle differenze finite
Le differenze finite possono essere utilizzate per discretizzare una equazione differenziale ordinaria. Un esempio classico è il metodo di Eulero, che sfrutta alternativamente i tre i tipi di differenze finite presentati.

## Operatore
Un operatore astratto agente su uno spazio funzionale che, data una funzione, ne restituisce la differenza finita con centro {\displaystyle c} e passo {\displaystyle h} si dice un operatore alle differenze. Quello in avanti per esempio può essere espresso come:
{\displaystyle \Delta _{h}=T_{h}-I}
dove {\displaystyle T_{h}} è l'operatore di shift {\displaystyle T_{h}(f)=f(x+h)} e {\displaystyle I} l'identità. Similmente si possono descrivere gli altri due tipi.
Qualsiasi operatore alle differenze di quelli visti è lineare e soddisfa la regola di Leibniz.
La relazione di Taylor può essere espressa allora in termini simbolici come:
{\displaystyle \Delta _{h}=\sum _{i}{\frac {h^{i}D^{i}}{i!}}\sim hD+{\frac {1}{2}}h^{2}D^{2}+{\frac {1}{3!}}h^{3}D^{3}+\dots }
dove {\displaystyle D} è l'operatore differenziale che trasforma una funzione nella sua derivata.

## Proprietà
In analogia con le regole di derivazione, per un operatore alle differenze si ha:
- Se {\displaystyle c} è costante {\displaystyle \implies \Delta _{h}c=0{\,}}
- Linearità:

{\displaystyle \Delta _{h}(\alpha f+\beta \,g)=\alpha \Delta _{h}f+\beta \,\Delta _{h}g}con {\displaystyle \alpha } e {\displaystyle b} sono costanti.
- Regola del prodotto:

{\displaystyle \Delta _{h}(fg)=f\,\Delta _{h}g+g\,\Delta _{h}f+\Delta _{h}f\,\Delta _{h}g}
{\displaystyle \Delta _{-h}(f\cdot g)=f\,\Delta _{-h}g+g\,\Delta _{-h}f-\Delta _{-h}f\,\Delta _{-h}g}
- Regola del quoziente:

{\displaystyle \Delta _{h}\left({\frac {f}{g}}\right)={\frac {g\,\Delta _{h}f-f\,\Delta _{h}g}{g\,(g+\Delta _{h}g)}}}
{\displaystyle \Delta _{-h}\left({\frac {f}{g}}\right)={\frac {g\,\Delta _{-h}f-f\,\Delta _{-h}g}{g\,(g-\Delta _{-h}g)}}}
- Regole di sommazione:

{\displaystyle \sum _{n=a}^{b}\Delta _{h}f(n)=f(b+1)-f(a)}
{\displaystyle \sum _{n=a}^{b}\Delta _{-h}f(n)=f(b)-f(a-1)}

## Differenze finite di ordine superiore
Si possono definire approssimazioni per le derivate di ordine successivo in modo iterativo.
Utilizzando ad esempio le differenze centrate per approssimare {\displaystyle f'(x+h/2)-f'(x-h/2)} otteniamo la differenza finita centrata del second'ordine:
{\displaystyle \Delta _{0}^{2}f(x)=f(x+h)-2f(x)+f(x-h)}
Più in generale, le differenze finite dell' {\displaystyle n}-esimo ordine sono definite rispettivamente come:
{\displaystyle \Delta _{h}^{n}f(x)=\sum _{i=0}^{n}(-1)^{i}{\binom {n}{i}}f(x+(n-i)h)}
{\displaystyle \Delta _{-h}^{n}f(x)=\sum _{i=0}^{n}(-1)^{i}{\binom {n}{i}}f(x-ih)}
{\displaystyle \Delta _{0}^{n}f(x)=\sum _{i=0}^{n}(-1)^{i}{\binom {n}{i}}f\left(x+\left({\frac {n}{2}}-i\right)h\right)}
Se necessario, è possibile mischiare i tre tipi centrando l'approssimazione successivamente in punti diversi.

### Proprietà
- Per {\displaystyle k} e {\displaystyle n} positivi:

{\displaystyle \Delta _{kh}^{n}(f,x)=\sum \limits _{i_{1}=0}^{k-1}\sum \limits _{i_{2}=0}^{k-1}\cdots \sum \limits _{i_{n}=0}^{k-1}\Delta _{h}^{n}(f,x+i_{1}h+i_{2}h+\cdots +i_{n}h)}
- Regola di Leibniz:

{\displaystyle \Delta _{h}^{n}(fg,x)=\sum \limits _{k=0}^{n}{\binom {n}{k}}\Delta _{h}^{k}(f,x)\Delta _{h}^{n-k}(g,x+kh)}

## Generalizzazioni
Una differenza finita generalizzata è spesso definita come:
{\displaystyle \Delta _{h}^{\alpha }[f](x)=\sum _{k=0}^{n}\alpha _{k}f(x+kh)}
dove {\displaystyle \alpha =(\alpha _{0},\ldots ,\alpha _{n})} è il vettore dei suoi coefficienti. Un'ulteriore generalizzazione si ha quando la somma viene rimpiazzata da una serie infinita, ottenendo la differenza infinita.
Si possono anche rendere i coefficienti {\displaystyle \alpha _{k}} dipendenti dal punto {\displaystyle x}, ovvero {\displaystyle \alpha _{k}=\alpha _{k}(x)}, ottenendo così una differenza "pesata". Si può anche far dipendere {\displaystyle h} dal punto {\displaystyle x}, ovvero {\displaystyle h=h(x)}: ciò risulta utile ad esempio per definire diversi moduli di continuità.
L'operatore alle differenze si generalizza alla formula di inversione di Möbius su un insieme parzialmente ordinato.

## Interpolazione di Newton
La formula di interpolazione di Newton, introdotta da Newton nei Philosophiae Naturalis Principia Mathematica del 1687, è l'analogo discreto dell'espansione di Taylor continua:
{\displaystyle f(x)=\sum _{k=0}^{\infty }{\frac {\Delta ^{k}[f](a)}{k!}}~(x-a)_{k}=\sum _{k=0}^{\infty }{x-a \choose k}~\Delta ^{k}[f](a)}
che vale per ogni funzione polinomiale {\displaystyle f} e per molte funzioni analitiche. L'espressione:
{\displaystyle {x \choose k}={\frac {(x)_{k}}{k!}}}
è il coefficiente binomiale, mentre:
{\displaystyle (x)_{k}=x(x-1)(x-2)\cdots (x-k+1)}
è il fattoriale decrescente. Il prodotto vuoto {\displaystyle (x)_{0}} vale inoltre 1.